# United Artists
A United Artists (também conhecida como United Artists Pictures, United Artists Corporation e United Artists Films) é uma companhia de cinema fundada em 5 de fevereiro de 1919, por Charlie Chaplin, Douglas Fairbanks, Mary Pickford e D. W. Griffith, famosas personalidades em Hollywood. Seu intuito era fazer frente às grandes corporações cinematográficas da época. A ideia veio do então Secretário do Tesouro dos Estados Unidos, William Gibbs McAdoo. Teve Hiram Abrams como seu primeiro diretor. Foi comprada por Arthur Krim em 1952 e posteriormente vendida pela seguradora Transamerica à MGM em 1981, a qual continua como dona.

## Os primeiros anos
A United Artists notabilizou-se como a primeira maior companhia independente na distribuição de filmes e consagrou diversos diretores do cinema mudo, que iniciaram suas carreiras através da empresa.
Os lançamentos/produções da mesma na Era Dourada de Hollywood incluíam A Marca de Zorro (1920), Stagecoach (1939) e filmes de produtores independentes da época como Walt Disney, Alexander Korda e David Selznick.

## Principais Filmes
Alguns dos filmes de sucesso produzidos e distribuídos pela UA ao longo de sua existência:
- 1920 - Pollyanna
- 1920 - A Marca do Zorro
- 1922 - Robin Hood
- 1924 - America
- 1924 - O Ladrão de Bagdá
- 1925 - Sally of the Sawdust
- 1926 - The Black Pirate
- 1926 - The Son of the Sheik
- 1928 - A Batalha dos Sexos
- 1928 - A Tempestade
- 1929 - The Iron Mask
- 1931 - Corsair (filme)
- 1932 - Scarface
- 1933 - The Emperor Jones
- 1933 - Adventures of Don Quixote
- 1936 - Tempos Modernos
- 1937 - The Prisoner of Zenda
- 1938 - The Adventures of Tom Sawyer
- 1939 - The Iron Mask
- 1940 - O Grande Ditador
- 1941 - Niagara Falls
- 1942 - American Empire
- 1943 - Lady of Burlesque
- 1946 - The Chase
- 1946 - Tehran
- 1947 - Copacabana
- 1947 - Christmas Eve
- 1948 - Arch of Triumph
- 1948 - Red River
- 1949 - Home of the Brave
- 1950 - Cyrano de Bergerac
- 1951 - The Man from Planet X
- 1951 - Gold Raiders
- 1951 - Scrooge
- 1951 - The African Queen
- 1952 - Red Planet Mars
- 1953 - Phantom from Space
- 1954 - Romeu e Julieta
- 1954 - The Good Die Young
- 1955 - Kiss Me Deadly
- 1956 - A Volta ao Mundo em 80 Dias
- 1956 - The Peacemaker
- 1957 - 12 Angry Men
- 1957 - Paths of Glory
- 1958 - The Quiet American
- 1959 - Quanto mais Quente Melhor
- 1959 - Solomon and Sheba
- 1960 - The Alamo (1960)
- 1961 - Judgment at Nuremberg
- 1961 - West Side Story
- 1962 - Dr. No
- 1962 - The Manchurian Candidate
- 1963 - From Russia with Love
- 1964 - 007 contra Goldfinger
- 1964 - Topkapi
- 1965 - Thunderball
- 1966 - Un homme et une femme
- 1966 - Il buono, il brutto, il cattivo
- 1967 - You Only Live Twice
- 1967 - The Thomas Crown Affair
- 1968 - Inspector Clouseau
- 1969 - Midnight Cowboy
- 1969 - On Her Majesty's Secret Service
- 1973 - Live and Let Die
- 1974 - The Man with the Golden Gun
- 1975 - The Return of the Pink Panther
- 1975 - Rollerball
- 1976 - Rocky
- 1976 - Carrie
- 1977 - The Spy Who Loved Me
- 1978 - O Senhor dos Anéis
- 1979 - Apocalypse Now
- 1979 - Rocky II
- 1979 - Moonraker
- 1980 - La Cage aux Folles II, continuação do original La Cage aux Folles (1978)
- 1982 - Rocky III
- 1983 - Yentl (filme)
- 1983 - Octopussy
- 1985 - Rocky IV
- 1985 - A View to a Kill
- 1987 - The Living Daylights
- 1988 - Pumpkinhead
- 1988 - Rain Man
- 1988 - Child's Play
- 1989 - Licence to Kill
- 1990 - Rocky V
- 1995 - GoldenEye
- 1996 - The Birdcage
- 1997 - 007 - O Amanhã nunca Morre
- 1998 - O Homem da Máscara de Ferro
- 1998 - Ronin
- 2001 - Jeepers Creepers
- 2005 - Capote
- 2005 - Casino Royale
- 2008 - 007 - Quantum of Solace
- 2008 - Valkyrie
- 2010 - Hot Tub Time Machine

## Nos países lusófonos

### Brasil
Em 1971, como "United Artists of Brasil Inc.", co-produziu o filme Um Certo Capitão Rodrigo.